# Francisco de Caro
Francisco de Caro fue un destacado pianista y compositor de tango argentino que nació en Buenos Aires,  el 23 de marzo de 1898 y murió en la misma ciudad el 31 de julio de 1976.

## Primeros años
Era el hijo mayor del matrimonio formado por Matilde Ricciardi Villari y José De Caro, ambos italianos, y nació en una casona del barrio de Balvanera en la calle de la Piedad (actual Bartolomé Mitre) a la altura de Azcuénaga de la ciudad de Buenos Aires. El padre había estudiado música en Italia y trabajado en el conservatorio de la Scala de Milán y la madre había trabajado profesionalmente como cantante. Ambos se casaron en Buenos Aires y tuvieron doce hijos.
Desde su infancia estuvo muy unido a su hermano Julio a quien llevaba poco menos de dos años de diferencia de edad. 
Más adelante la familia se mudó a la calle Bolívar y luego a San Telmo (actual Defensa) al 2000, en el barrio del mismo nombre donde su padre puso un conservatorio y también vendía partituras e instrumentos musicales. Las reuniones que allí se hacían con la concurrencia de otros músicos hicieron que los hermanos De Caro estuvieran desde pequeños en contacto con el ambiente musical de la época. Concurrió junto con su hermano primero a una escuela primaria del barrio y luego al Colegio San José cuando su familia retornó a Balvanera mudándose a una casa en México y Catamarca.   
Desde pequeño Francisco De Caro estudió violín en tanto su hermano Julio se dedicaba al piano, en ambos casos por exclusiva elección de su padre que fue su primer maestro. Más adelante siguieron aprendiendo con David G. Bolia (quien había estudiado en el famoso conservatorio de Nápoles, Italia, y fundó en  1888 en Buenos Aires el Conservatorio Melani, que actualmente (año 2008) funciona en Avenida Independencia y Rincón, bajo la dirección de su nieta) y en algún momento advirtieron que sus preferencias en cuanto al instrumento estaban cruzadas por lo que, con la mediación de su madre (no se animaron a hablarlo directamente), obtuvieron la conformidad paterna para intercambiar los instrumentos que estudiaban.
Francisco ingresó en el prestigioso Conservatorio Williams y Julio fue a estudiar con el maestro Fracassi. Pronto ambos comenzaron a realizar recitales, incluso en la sala Príncipe George´s Hall ubicada en la calle Sarmiento, a la que solamente se llegaba con conocimientos musicales sólidos. Hay que destacar que tanto los estudios como los recitales estaban referidos a lo que llamarían música seria, sin el menor asomo de música popular que, por cierto, no estaba incluida en los planes de su padre..
Francisco y Julio, sin embargo, habían comenzado a concurrir a lugares donde los maestros Roberto Firpo, Arolas, Cobián y otros músicos de su nivel ejecutaban música de tango y, a escondidas, empezaron a leer y practicarla.

## Su actividad como músico profesional
De Caro comienza a trabajar como pianista en el cuarteto que completaban Paco Sitoula en violín, José Galarza en flauta y Carlos Marcucci en bandoneón en el café El Parque de Lavalle y Talcahuano. Al enterarse su familia y no aceptar su padre que se dedicara a la música popular, abandonó su casa y se radicó en Montevideo donde trabajó como pianista en salas cinematográficas acompañando las películas mudas y también en cabarets. 
Al poco tiempo Julio viaja a Montevideo para hacer una serie de actuaciones con Enrique Pedro Delfino. Cuando finalizan en 1922 permaneció en Montevideo donde poco después se incorporó a la orquesta de Minotto Di Cicco. Más adelante Francisco se unió a la orquesta para reemplazar al pianista Fioravanti Di Cicco y esa fue la primera oportunidad en que los hermanos tocaban juntos. Ambos tenían un buen resultado económico por su labor ya que recibían buenas retribuciones y le agregaron además producción autoral. De la colaboración fraterna había resultado el tango Mala pinta y luego siguieron otros como Mi encanto, Pura labia, Don Antonio, A palada, Era buena la paisana, Percanta arrepentida, Bizcochito, Gringuita y La cañada. 
Los hermanos retornan juntos a Buenos Aires. Francisco se reconcilia con su padre, no así Julio que se mantendrá mucho tiempo distanciado. Francisco se integra en un cuarteto con el bandoneonista Rafael Rossi y los violinistas Fernando Franco y Emilio De Caro para actuar en el café Marzotto de la calle Lavalle. 
En diciembre de 1923 le ofrecen a Francisco De Caro que con una agrupación de cinco o seis músicos actuara para las fiestas de fin de año en reuniones en diversas residencias de gran categoría percibiendo la suma de ochocientos pesos por baile, que era muy elevada para la época. De inmediato acordó hacerlo con Julio, que estaba sin trabajo porque Juan Carlos Cobián había disuelto su conjunto, y a ellos se unieron Emilio De Caro y el contrabajista Leopoldo Thompson, más Pedro Maffia y Petrucelli. No solamente las presentaciones fueron muy exitosas sino que además la impecable vestimenta de los músicos (smoking, camisa de pechera dura y cuello palomita) más su impecable conducta contribuyeron a la definitiva aceptación del tango en la alta sociedad porteña.    
A partir de allí Francisco acompañará a Julio en todas sus formaciones, con las cuales harán presentaciones en el país y en el extranjero, grabaciones y actuaciones en radio. En 1937 intervino en el filme Así es el tango dirigido por Eduardo Morera.
En 1955 abandonó la actividad artística casi al mismo tiempo que su hermano Julio. Falleció en Buenos Aires el 31 de julio de 1976 después de una larga enfermedad y sus restos se encuentran en el cementerio de la Chacarita junto a los de su hermano Julio.

## Valoración
Francisco De Caro es considerado la figura más representativa del tango romanza, por su profundo contenido romántico de tendencia afrancesada, por su desbordante belleza musical, por su perfecto equilibrio entre la original y delicada línea melódica y la exacta ornamentación armónica de brillante colorido sonoro. 
Como compositor se le deben obras bellísimas como Flores negras,  a la que le puso letra Mario César Gomila, Loca bohemia, Colombina, entre otros y como ejecutante era un pianista de primer nivel. Siguiendo la línea de Cobián realzó la importancia del piano en el tango e hizo aportes de los que luego bebieron grandes músicos como Lucio Demare y Horacio Salgán.
En su homenaje fue compuesto con letra de Juan Carlos Lamadrid y música de Gabriel Chula Clausi el tango A Francisco De Caro cuya primera estrofa es la siguiente:
En las “Flores negras” de tu despedida
La “Loca bohemia” de tu corazón,
Y quién sabe qué memoria
De un tango que se fue,
Con las “Páginas muertas”
Los poemas de tu fe.

## Su obra
- Flores negras.
- Luciérnaga.
- Mala pinta.
- Loca bohemia.
- Triste.
- Páginas muertas.
- Sueño azul.
- Dos lunares.
- Un poema.
- Bibelot.
- El bajel.
- Pura labia.
- Colombina.
- Por un beso.
- Poema de amor
- Aquel amor.
- Don Antonio.
- Mala pata.
- Adiós tristeza.
- Mi diosa.
- Luz divina.
- Mi encanto
- Pura labia
- Don Antonio
- A palada
- Era buena la paisana
- Percanta arrepentida
- Bizcochito
- Gringuita
- La cañada